# Gehlsbach
Gehlsbach é um município da Alemanha, situado no distrito de Ludwigslust-Parchim, no estado de Mecklemburgo-Pomerânia Ocidental. Tem 33,12 km² de área, e sua população em 2019 foi estimada em 508 habitantes.
Foi criado em 1 de janeiro de 2014, após a fusão dos antigos municípios de Karbow-Vietlübbe e Wahlstorf.